# Flaga Tadżykistanu
Flaga Tadżykistanu – jeden z symboli państwowych Tadżykistanu.
Flaga została oficjalnie przyjęta 24 listopada 1992 roku w Rozporządzeniu o fladze państwowej Republiki Tadżykistanu. Proporcje długości do szerokości wynoszą 1:2. Flaga składa się z trzech poziomych pasów: czerwonego, białego i zielonego, stosunek wymiarów wynosi 2:3:2. Na białym pasie znajduje się złota korona – główny element godła państwowego oraz siedem pięcioramiennych gwiazd.
Od 2009 roku, w rocznicę jej wprowadzenia (24 listopada), w Tadżykistanie obchodzone jest święto flagi.

## Symbolika
Zgodnie z Rozporządzeniem o fladze państwowej Republiki Tadżykistanu flaga tadżycka symbolizuje „nierozerwalny sojusz robotników, chłopów i intelektualistów”. Barwa czerwona jest tu symbolem pracy, barwa zielona chłopów, a biała intelektualistów. Według innej interpretacji kolor czerwony symbolizuje zjednoczenie republiki i braterstwo z innymi państwami świata, kolor biały – bawełnę oraz śnieg i lód, a zielony – doliny.

## Historia
Tadżykistan jako jedna z ostatnich byłych republik radzieckich przyjął nową flagę państwową, która zerwała z nawiązującymi do specyfiki państwa symbolami z okresu ZSRR. Zanim przyjęto nową flagę, już po uzyskaniu niepodległości, flagą państwową Tadżykistanu była nieznacznie zmodyfikowana flaga Tadżyckiej SRR, z której usunięto sierp i młot – symbol komunizmu. Ponieważ jednak symbolika tego sztandaru nadal podkreślała socjalistyczno-komunistyczne tradycje i w żaden sposób nie odnosiła się do narodu i państwa tadżyckiego, zdecydowano się na opracowanie nowego wzoru flagi. Mimo to zachowano barwy z flagi Tadżyckiej SRR.

Flaga Tadżyckiej SRR
Flaga Tadżykistanu 1991–1992
Prezydencki Sztandar